# Alisa (glasbena skupina)
Alisa je bila pop rock skupina iz Beograda. Največji uspeh je doživela konec osemdesetih let, pred razpadom Jugoslavije je prenehala delovati, nakar se je še dvakrat ponovno združila. Ustanovitelj in pevec skupine je bil Miroslav Živanović „Pile“ (1959–2024).
Skupina je izdala pet studijskih albumov, najbolj znana pa je po pesmih „Sanja“, „Kesteni“, „1389 (Neće Fata sina Bajazita)“ in drugih.

## Kariera

### 1984–1990
Člani prvotne postave Alise so bili, preden so dosegli preboj, že dalj časa dejavni na beograjski rockovski sceni. Ustanovitelj Miroslav Živanović je kariero začel kot pevec skupine Zvučni zid, se nato preselil v heavymetalsko skupino Jedan smer in vodil skupino Sedmi krug. Leta 1984 je ustanovil Aliso s kitaristom iz Sedmega kruga Zoranom Jančeskim, nekdanjim članom skupine BG5 Markom Glavanom (bas kitara), nekdanjim članom spremljevalne skupine Slađane Milošević Ljudi Predragom Cvetkovićem (bobni) in Aleksandrom Kićanovićem (klaviature).
Debitantski album z naslovom Alisa so objavili decembra 1985. Avtor vseh pesmi je bil Jovan Stojiljković, tudi nekdanji član Zvučnega zida. Nekatere izmed njih je zložil že dolgo prej, v 70-ih letih, ko je bil še vodja skupine Bicikl. Čeprav se ni odločil uradno postati član Alise, je z njimi sodeloval kot pisec pesmi, za katere je navdih črpal iz pravljic. Kot gost se je na albumu pojavil nekdanji član BG5 Saša Gnus na flavti in saksofonu, naslovnico pa je oblikoval stripar in oblikovalec Jugoslav Vlahović. Čeprav je bila produkcija skromna, je album prinesel uspešnici „Sanja“ in „Vojskovođa“. Po njuni zaslugi so Alisa v Srbiji ter Bosni in Hercegovini postali najstniške zvezde. Po izidu albuma je Gnus postal stalni član skupine.
Z drugim albumom Da li si čula pesmu umornih slavuja leta 1987, na katerem je pod vplivom tedanje bosanske scene pop rock dobil primesi folk glasbe, se je skupina skušala približati starejšemu občinstvu. Tudi za ta album je vse pesmi napisal Stojiljković. Na njem je sodeloval novi baskitarist Dušan Karadžić, producent pa je bil Saša Habić. Gostje na albumu so bili klaviaturist Laza Ristovski, pihalni orkester Milovana Babića, guslar Jova Vujičić (v pesmi „1389.“, ki so jo navdihnili srbski epi o bitki na Kosovem polju) in Lepa Brena. Slednja se pojavi v pesmi „Posle devet godina“, ki sprva ni bila mišljena kot duet, temveč je to postala spontano ob Breninem obisku studia. „Posle devet godina“ in „1389.“ sta postali najbolj znani pesmi z albuma. Na njem je izšla tudi nova izvedba pesmi „Vojskovođa“ s predhodnega albuma.
Tretji album Alise Hiljadu tona ljubavi, izdan leta 1988 v Habićevi produkciji, je vseboval podobno folk-rock glasbo. Prvič se je kot soavtor pesmi podpisal Živanović, vključno z njegovo največjo uspešnico „Kesteni“. Na četrtem studijskem albumu z naslovom Glupo je spavati dok svira rock'n'roll, izdanem 1989, je igral kitarist Zoran Petrović. Producent albuma je bil Vlada Negovanović.
Leta 1990 je skupina prenehala delovati. Leta 1996 je založba Raglas Records izdala kompilacijski album Zlatna kolekcija.

### 2001–2002
Živanović in Cvetković sta Aliso obnovila leta 2001. Novo zasedbo so poleg Živanovića kot vokalista in Cvetkovića na bobnih sestavljali Bojan Mišković (kitara), Dejan Resanović (bas kitara), Predrag Stojković (klaviature) in Miloš Đurić (tolkala). Istega leta so izdali povratniški album, enako kot prvi imenovan Alisa. Poleg novih pesmi je vseboval na novo posnete stare uspešnice skupine. Pesem „Boško Buha“, ki je naslov dobila po partizanskem heroju, je skupina pospremila z animiranim videospotom, ki pa so ga kmalu po izidu prepovedali zaradi atentata na načelnika beograjske policije z enakim imenom.
Po izidu albuma je Alisa vnovič razpadla, Živanović pa je ustanovil skupino Vožd in igral bas kitaro v skupini Krug dvojke.

### 2018–2024
Leta 2018 se je Alisa spet združila v prvotni zasedbi: Živanović, Cvetković, Jančeski, Glavan in Kićanović. Decembra 2018 je izdala singel „Pijane noći“, za katerega je besedilo napisal dolgoletni sodelavec Stojiljković, glasbo pa Goran Vranić; koncerte ob povratku pa so morali odložiti zaradi izbruha pandemije covida-19. Leta 2022 so izdali dvojni kompilacijski album Najbolje iz zemlje čuda, na katerem so bile stare uspešnice, „Pijane noći“ in nova različica pesmi „Blago onom ko te ne sanja“. 17. decembra 2022 je skupina praznovala 35-letnico s koncertom v Domu mladine Beograda, prizorišču njihovega prvega nastopa v živo.
Januarja 2024 je frontman skupine Miroslav Živanović umrl. Decembra mu je skupina posvetila spominski nastop v Domu mladine Beograda.

## Diskografija

### Studijski albumi
- Alisa (Jugodisk, 1985)
- Da li si čula pesmu umornih slavuja (PGP-RTB, 1987)
- Hiljadu tona ljubavi (PGP-RTB, 1988)
- Glupo je spavati dok svira rock'n'roll (Jugodisk, 1989)
- Alisa (PGP-RTS, 2001)

### Kompilacije
- Zlatna kolekcija (1996)
- Najbolje iz zemlje čuda (2022)